# Inés de Chimida
Inés de Chimida o Inés de Chamaida Chamovita (Telde, 1467-), según la transcripción de Juan Bosch Millares, fue la fundadora del primer hospital de Telde en 1490. Fue hija de una noble aborigen canaria y de un capitán portugués, Nayade Xaimaide y Pedro de Chamaida. En su casa acogía a pobres y enfermos. Tras su muerte, legó aquella propiedad para que se convirtiera en hospital.
En palabras de Manuela Ronquillo Rubio y Luz-Marina Rubio Hernández, la teldense era:

[...] cristiana convencida que abrió las puertas de su casa para acoger a enfermos y heridos de cualquier condición, así como a indigentes, para que recibiesen asistencia espiritual viviendo de limosnas de conquistadores y familias pudientes 

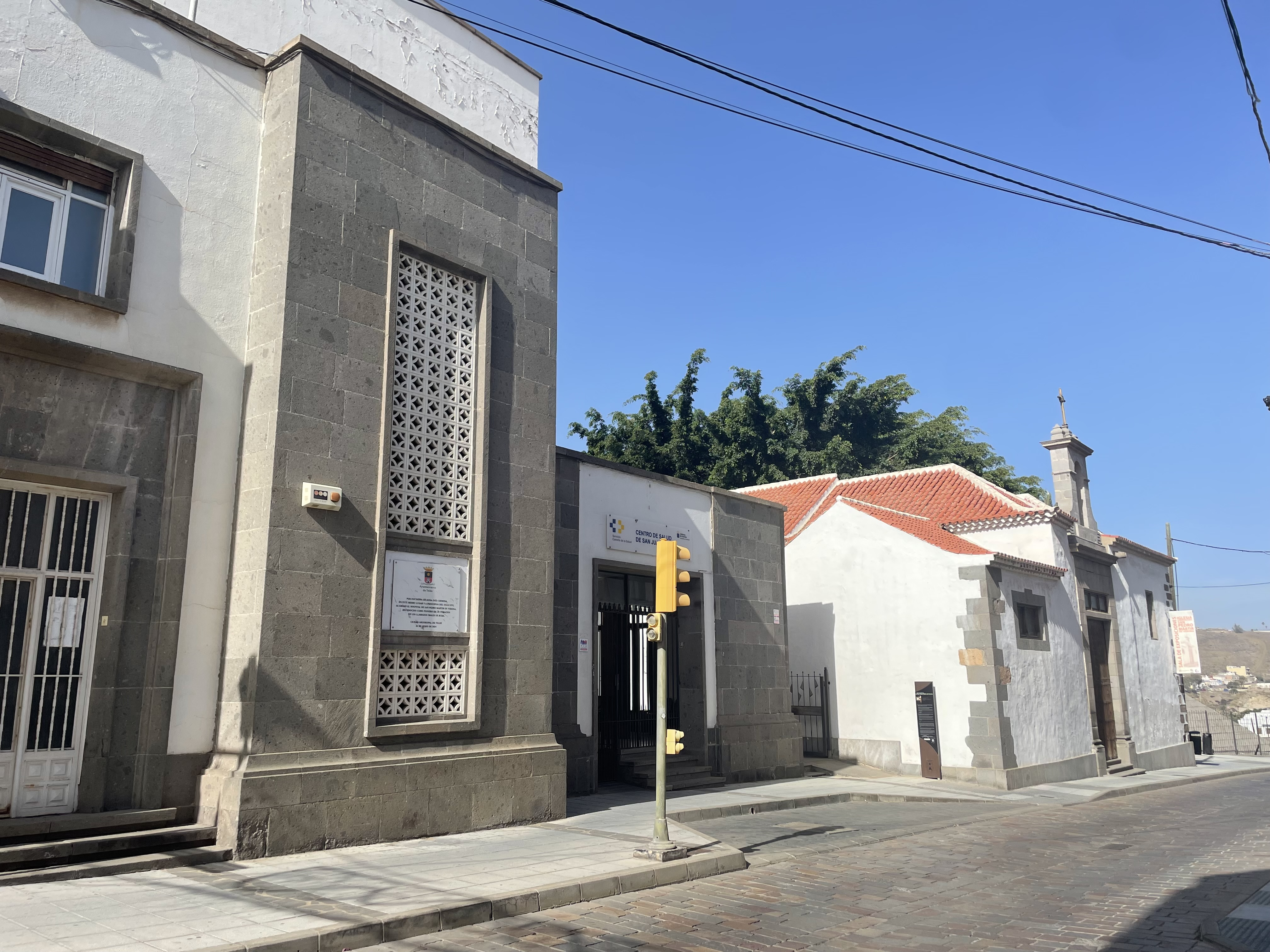
Ubicación donde se encontraba la antigua casa de Inés de Chimida, hasta el hospital de la ciudad. Hoy ambulatorio de San Juan

Por su parte,  Rafael Torres Campos recoge una cita en la que incluye a los conquistadores entre los asistidos por esta aborigen de Gran Canaria. Esta cita procede del Diario de José María Zuaznávar y Francia, en la que su autor desvela que vio esta información en un documento de 1555. Se trataba, al parecer, de la Información del visitador Fernández Acosta y que recoge así:

[...] natural de la misma isla de Gran Canaria, dueña de una casilla, donde hoy existe el hospital, recibía y cuidaba de los conquistadores que enfermaban, asistiéndoles con todo esmero mediante la limosna que la daban los sanos y en su testamento dejó para sus pobres enfermos la tal casilla

En la actualidad, una calle de Telde le rinde homenaje llevando su nombre.

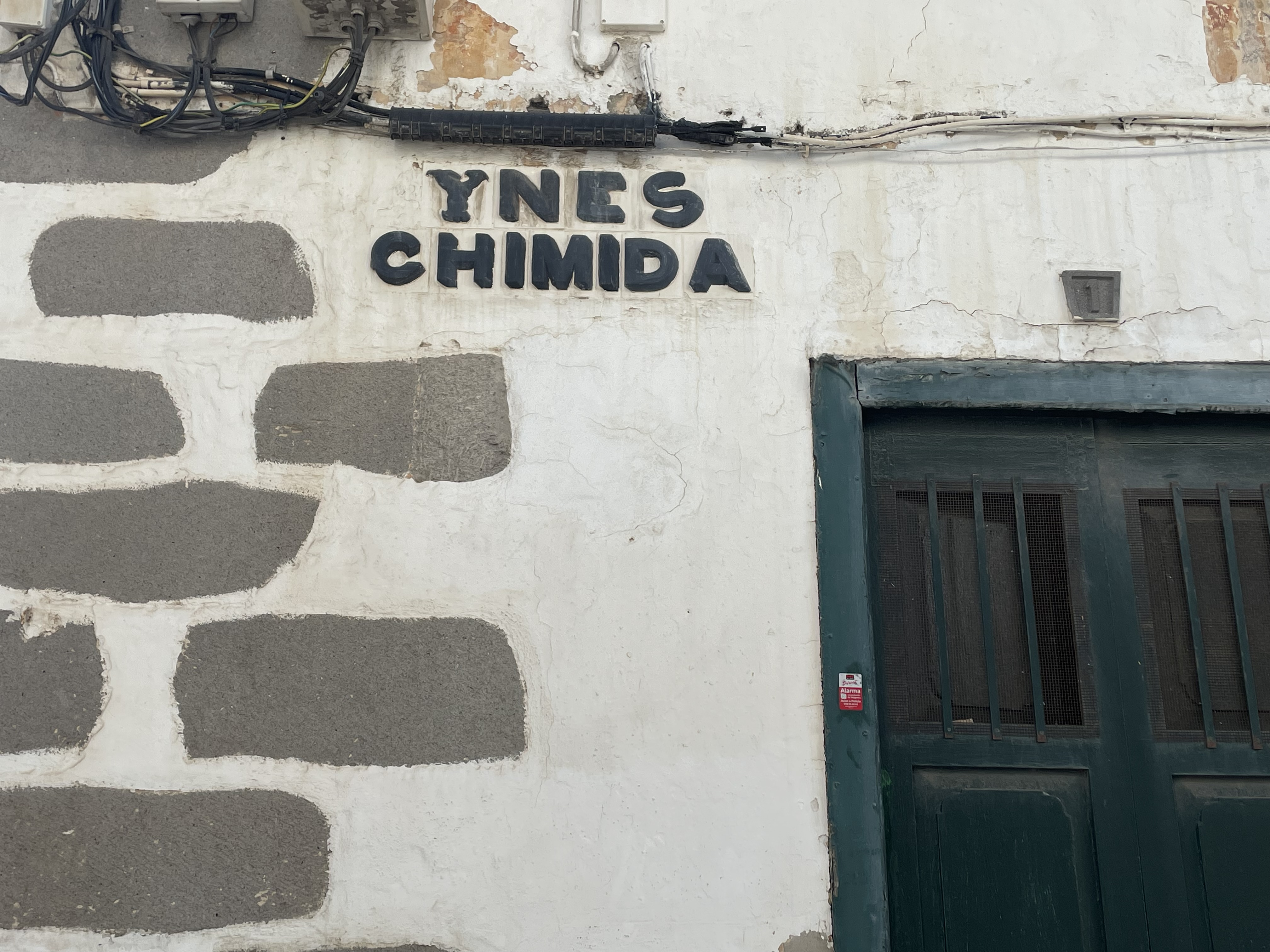
Cartel de la calle Inés de Chimida, Telde